# Mauricio Santiago Pesutic Pérez
Mauricio Santiago Pesutic Pérez (Concepción, 24. lipnja 1948.) je čileanski glumac u brojnim televizijskim sapunicama. Obično glumi tamne i zlovoljne likove. 2001. je godine izabran za najboljeg sporednog glumca na nagradama Apes, a 2002. je dobio nagradu Altazor kao najbolji glumac na Televisionu.
Otac je glumca Simóna Pesutica.

## Televizijske sapunice
- Los títeres 1984. kao Néstor, emitirao Canal 13
- La Última Cruz 1987. kao Ramiro, emitirao Canal 13
- Semidiós 1988. kao Alberto, emitirao Canal 13.
- Villa Napoli 1991. kao Sebastián, emitirao Canal 13
- Trampas y caretas 1992. kao Vittorio, transmitada por TVN
- Jaque Mate 1993. kao Rodolfo Moller, emitirao TVN.
- Rompecorazón 1994. kao Baltazar Plaza, emitirao TVN.
- Estúpido Cupido 1995. kao Padre Benítez, emitirao TVN
- Juegos de Fuego1995. kao Leandro Serrano, emitirao TVN
- Sucupira, 1996,. kao Renato Montenegro, emitirao TVN
- Loca Piel 1996,. kao Hernán Cañas, emitirao TVN
- Tic Tac, 1997,. kao Ángel Mendizabal/Ángela Smith, emitirao TVN
- Borrón y Cuenta Nueva, 1998. kao Gregorio Urrutia, emitirao TVN
- La Fiera, 1999,. kao Rebolledo, emitirao TVN
- Aquelarre 1999. kao Prudencio, emitirao TVN.
- Santoladrón, 2000,. kao Tiberio Carpio, emitirao TVN.
- Amores de Mercado 2001,. kao Chingao Solís, emitirao TVN
- Purasangre 2002. kao Recaredo Oyarzún; emitirao TVN.
- Pecadores, 2003,. kao Rigoletto Morandé, emitirao TVN
- Destinos Cruzados, 2004,. kao Carloto Esquella, emitirao TVN
- Versus 2005. kao Bartolome Chaparro, emitirao TVN.
- Cómplices, 2006,. kao Gonzalo Mardones, emitirao TVN
- Floribella, 2006,. kao Antonio, emitirao TVN
- Corazón de María, 2007,. kao Sansón, emitirao TVN.
- Amor por Accidente 2007. kao Dussan Marinovic, emitirao TVN.
- Viuda Alegre, 2008,. kao Sandro Zapata, emitirao TVN.
- ¿Dónde está Elisa?, 2009,. kao Prefecto Néstor Salazar, emitirao TVN.
- Martín Rivas, 2010,. kao Dámaso Encina, emitirao TVN.
- El Laberinto de Alicia, 2011,. kao Vladimir Navarenko, emitirao TVN.
- Su Nombre es Joaquín, 2011,. kao Dionisio Silva, emitirao TVN.
- Pobre Rico, 2012. kao Juan Carlos Pérez, emitirao TVN.

## Filmovi
- Coronación, 2000,. kao Don Ramón
- Rojo, 2006.
- Mirageman, 2007,. kao Juan Moli

## Vanjske poveznice
- IMDB